# Julidochromis regani
Julidochromis regani (Poll, 1942) è una specie di pesce d'acqua dolce appartenente alla famiglia Cichlidae, endemica del lago Tanganica.

## Distribuzione
Rispetto alle altre specie del suo genere mostra un areale più esteso: si può trovare in diverse zone del lago, in Burundi, Tanzania, Zambia e Zaire, sia in zone con fondali rocciosi o ricchi di ciottoli sia dove essi incontrano la sabbia.

## Descrizione
È la specie di Julidochromis che mostra la taglia maggiore, potendo raggiungere i 15 cm di lunghezza.

## Allevamento in acquario
Il suo allevamento può essere difficoltoso perché in natura si nutre di invertebrati di piccole dimensioni che trova all'interno della copertura biologica delle rocce. Come per altre specie, quindi, è necessaria, per gli esemplari di cattura, un'acclimatazione di alcuni mesi con cibo vivo prima di abituarlo ad accettare mangimi e surgelato. Le differenze fra i sessi sono irrilevanti e può anch'esso riprodursi deponendo molte uova (circa 300) ogni 4-6 settimane, o un numero ristretto (fino a 20) anche ogni 10 giorni. I piccoli, dopo il riassorbimento del sacco vitellino, possono essere nutriti con infusori, naupli di artemia, piccolissime daphnie e Cyclops. È probabilmente la specie più difficile da allevare, ed è possibile trovarne in commercio sia una sottospecie (J. regani affinis) che una varietà geografica (J. regani “Kipili”).